# Daniela Böhle

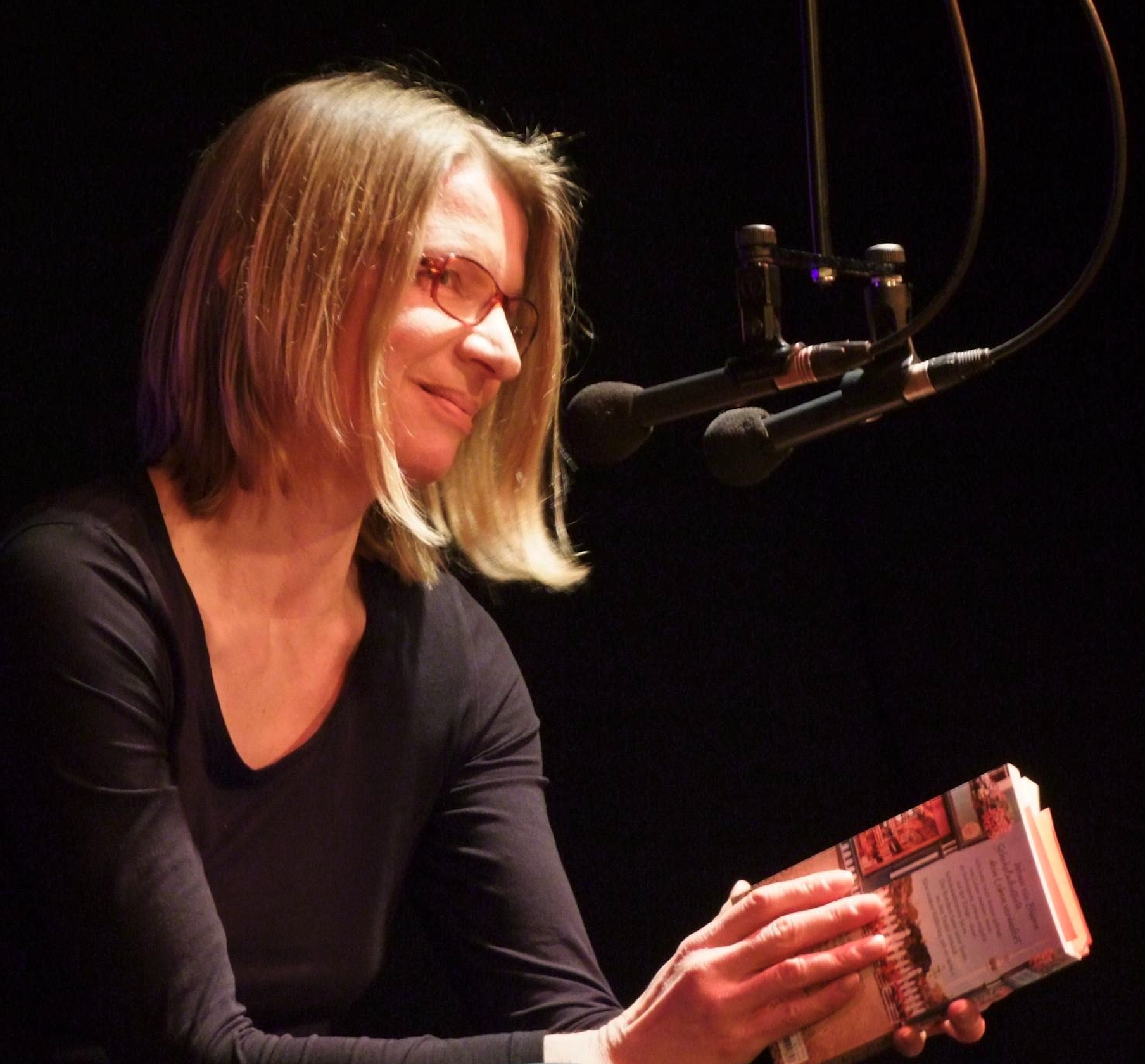
Böhle bei einer Lesung, 2019

Daniela Böhle (* 11. März 1970 in Köln) ist eine deutsche Autorin.

## Leben
Böhle studierte an den Universitäten Köln und Bonn Kunstgeschichte, Deutsche Literaturwissenschaft und Alte Geschichte mit und Medizin ohne Abschluss. 1999 zog sie nach Berlin. Von 2001 bis 2008 war sie Mitglied der Reformbühne Heim & Welt, einer Berliner Lesebühne. Seither schreibt sie Kurzgeschichten, Bücher und Hörspiele. Sie arbeitete als Fachlektorin und Medizinautorin für Verlage und Webseiten und ist heute Intranet-Redakteurin beim Deutschen Zentrum für Luft- und Raumfahrt.
Böhle lebt mit ihren beiden Kindern in Berlin. Das Jugendbuch Mein bisher bestes Jahr entstand gemeinsam mit ihrem Sohn Julius.

## Testimonials
„Wichtig ist allein die liebevolle Betrachtungsweise der Autorin, alles, womit sie in Berührung kommt, gewinnt an Schönheit, Deutlichkeit und Farbe.“

„Seit den frühesten Zeiten des mündlichen und schriftlichen Vortrags müssen die Lakoniker gegen die Rhetoriker um die Sympathien des Publikums kämpfen. Durchaus mit Erfolg, und Daniela Böhle ist daran beteiligt.“

„Ich ahnte es schon immer: In Daniela Böhle haust ein Zwölfjähriger! In diesem Buch lässt sie ihn endlich raus, zu unserem großen Vergnügen.“

## Veröffentlichungen (Auswahl)

### Bücher
- Amok Anrufbeantworter. Geschichten. Satyr-Verlag, Berlin 2005, ISBN 3-938625-02-3.
- Mein bisher bestes Jahr. Wer vorher nachdenkt, verpasst 'ne Menge. Illustriert von Katharina Greve. Satyr-Verlag, Berlin 2016, ISBN 978-3-944035-73-4.
- Schmetterlinge aus Marzipan. Roman, dtv, München 2019, ISBN 978-3-423-21782-8.
- Überlebenstraining. Roman, Satyr-Verlag, Berlin 2022, ISBN 978-3-947106-87-5

### Anthologien
- mit Paul Bokowski (Hrsg.): Die Letzten werden die Ärzte sein. 35 Geschichten, krank geschrieben. Mit Eigenbeiträgen. Satyr-Verlag, Berlin 2014, ISBN 978-3-944035-29-1.
- drei Beiträge in: Falko Hennig (Hrsg.) Volle Pulle Leben. 10 Jahre Reformbühne Heim & Welt. Goldmann, München 2005, ISBN 978-3-442-54228-4.
- Hundesee. In: Sarah Bosetti u. a. (Hrsg.): Mit euch möchten wir alt werden. 30 Jahre Berliner Lesebühnen. Satyr-Verlag, Berlin 2018, ISBN 978-3-947106-14-1.

### Tonträger
- Französisch-Buchholz. CD, Phonomedia-Hörbuchverlag, Ingolstadt 2002, ISBN 3-935813-06-6.
- mit Jakob Hein und Ahne: Wir waren zuerst da. CD, Phonomedia-Hörbuchverlag, Ingolstadt 2003, ISBN 3-935813-11-2.

### Hörspiele
- 2007: Hörstück-Wettbewerb „Innovationen“: Das Handy. Regie: Jürgen Dluzniewski, Original-Hörspiel, Kurzhörspiel, RBB
- 2008: Messerkids. Regie: Iris Drögekamp, Originalhörspiel, SWR
- 2008: Einkaufsparadies. Regie: Iris Drögekamp, Originalhörspiel, SWR
- 2010: Leichen im Keller. Redaktion: Katrin Zipse, Regie: Iris Drögekamp und Benno Schurr, Originalhörspiel, SWR
- 2011: Anders altern. Regie: Alexander Schuhmacher, Originalhörspiel, SWR